# Vodění Jidáše
Vodění Jidáše nebo pálení, věšení Jidáše (polsky Wieszanie Judasza) je lidový zvyk, při kterém je pálena, věšena či jinak ničena figurína Jidáše, který se v různých zemích a v různých podobách praktikuje na Velikonoce.
V Česku se provozuje např. v Pardubickém kraji – Vraclav, Zámrsk, Jenišovice, Domoradice – či v obci Jetřichovec.

## Historie
Tento zvyk, zaznamenaný v pramenech poprvé v 18. století, naráží na příběh Kristova vzkříšení a připomíná Jidášovu zradu. Má své kořeny v pohanském ritu utonutí Morany. V Malopolsku (oblast současných okresů Myślenice a Wadowice) se tento zvyk v místním dialektu krakovského dialektu nazývá pálení Jidáše. Na Zelený čtvrtek (den, kdy podle evangelijního poselství Jidáš zradil Ježíše a oběsil se) nebylo kombinováno s dalšími inscenacemi. Po setmění byla nad ohněm spálena buď Jidášova loutka, nebo byl rozdělán pouze samotný oheň. Oheň byl původně založen převážně ze sušených věnců shromážděných na hřbitovech, které po svátku Všech svatých zůstaly na hrobech. Později (až do konce 90 let.) se během rituálu do ohně přidávaly staré a ojeté pneumatiky. Zvyk se nyní vytrácí. V obcích Sułkowice a Lanckorona zůstal ve zbytkové podobě v podobě zakládání ohňů za soumraku na Zelený čtvrtek ze suchých trav a větví shromážděných po zimě v zahradách.

## Galerie

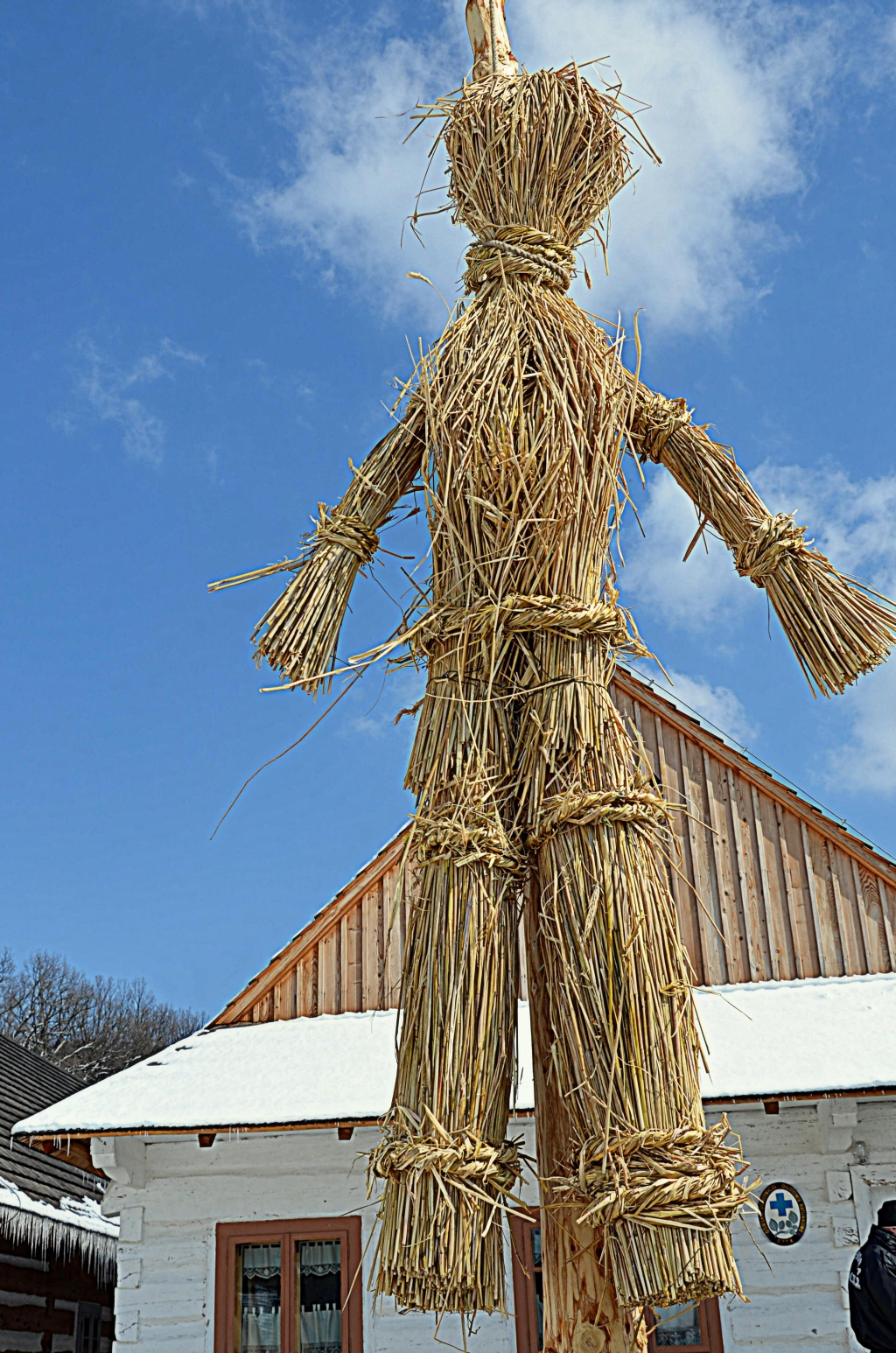
Slaměný Jidáš
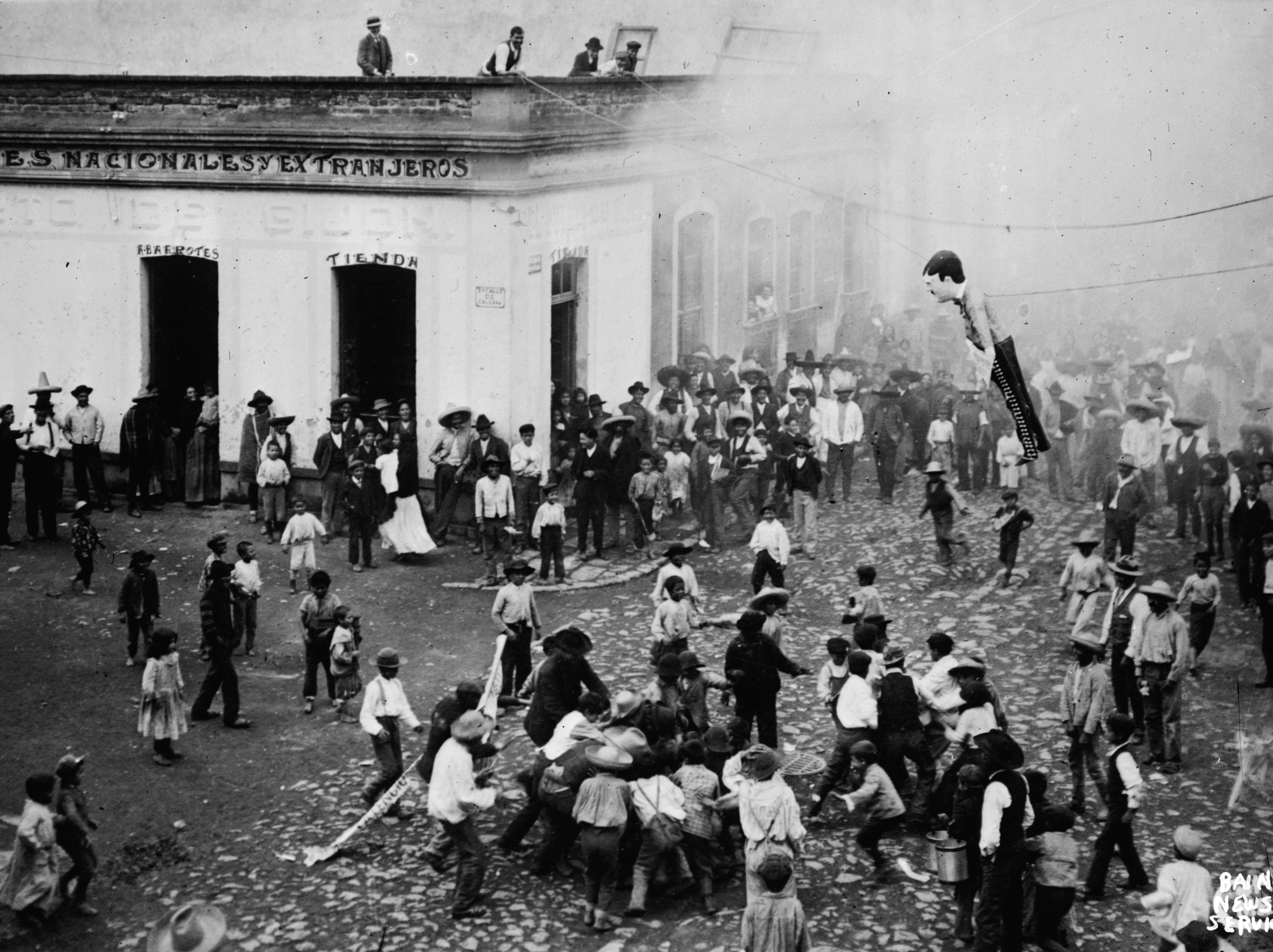
Věšení Jidáše, počátek 20. století
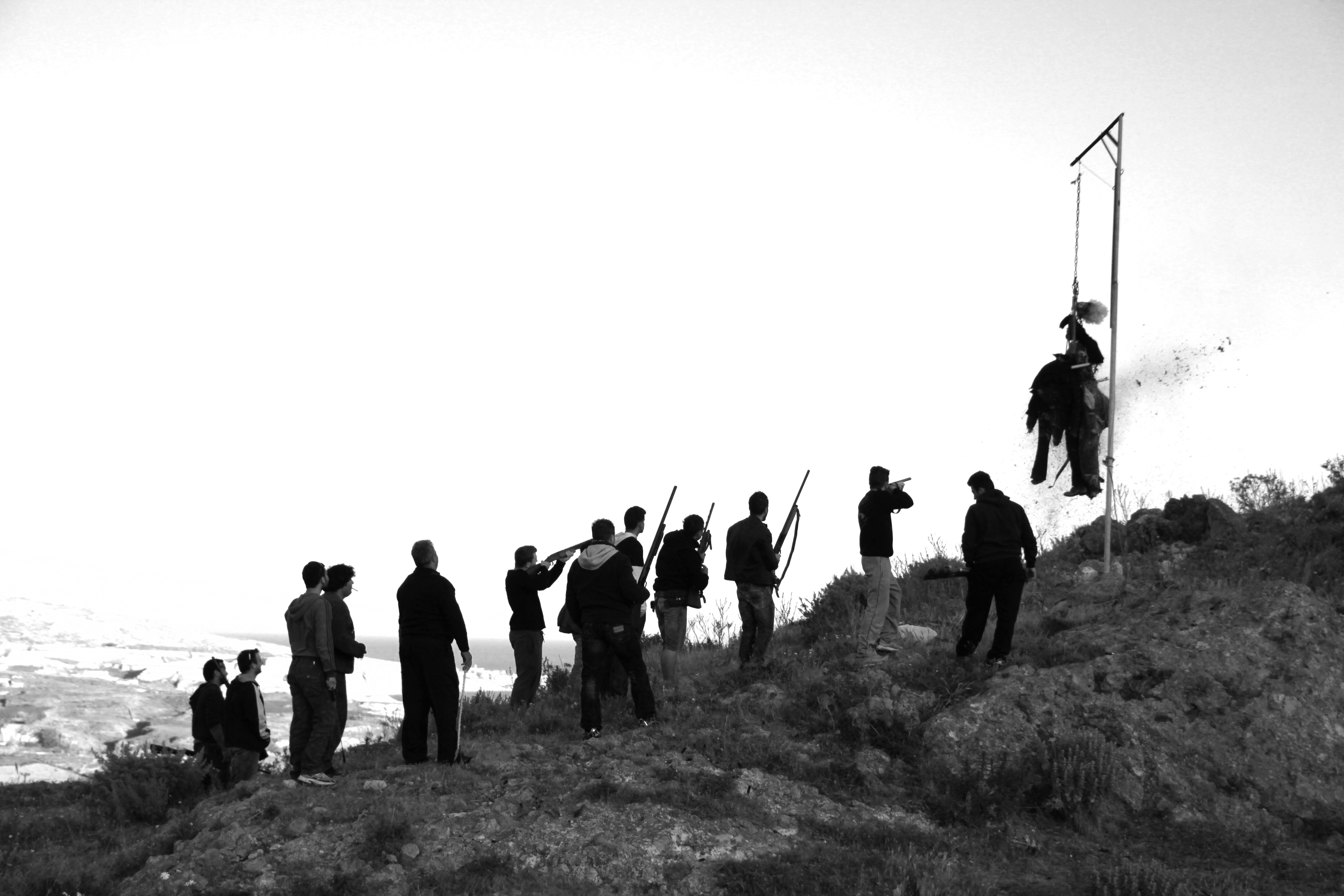
Střílení do Jidáše, Santorini, Řecko, 2010
- Pálení Jidáše, Mexiko, 2015